# Distrito de Cajamarca
El distrito de Cajamarca es uno de los 12 distritos de la provincia de Cajamarca ubicada en el departamento de Cajamarca, bajo la administración del Gobierno regional de Cajamarca, en el norte del Perú.
Desde el punto de vista jerárquico de la Iglesia católica es la sede de la diócesis de Cajamarca la cual a su vez, pertenece a la arquidiócesis de Trujillo.

## Historia
El distrito fue creado en los primeros años de la época republicana peruana y tiene como capital a la ciudad de Cajamarca.

## Población
De acuerdo al censo peruano de 2017, el distrito arrojó como resultado una población de 218 741.

## Festividades
- Carnavales.
- Corpus Christi